# 다타라역
다타라역(일본어: 多々良駅)은 일본 군마현 다테바야시시에 있는 역이다. 역 번호는 TI 11이다.

## 역사
- 1907년 8월 27일: 나카노역으로 영업 개시.
- 1937년 4월 1일: 다타라역으로 역명 변경.

## 승강장
상대식 승강장 2면 2선의 지상역이다. 역사는 이세사키 방향 승강장 측에 있고 아사쿠사 방향 승강장은 과선교에서 연결된다. PASMO 간이 개찰기가 설치되어 있다.
역 영업 시간은 6:00 ~ 21:00이다. 영업 시간 내에서도 역무원이 부재하고 자동 매표기 이외에 승차역 증명서 발행 장치도 갖추고 있다.

### 타는 곳
| 번호 | 노선        | 방향 | 행선                                                                             |
| ---- | ----------- | ---- | -------------------------------------------------------------------------------- |
| 1    | 이세사키 선 | 하행 | 아시카가시・오타 방면                                                            |
| 2    | 이세사키 선 | 상행 | 다테바야시・구키・ 도부 스카이트리 라인 기타센주・도쿄 스카이트리・아사쿠사 방면 |

## 역 주변
- 국도 제122호선
- 도치기현도・군마현도 148호 미쿠리야타타라 정차장선
- 군마현도 371호 다타라 정차장선
- 다테바야시 다타라 우체국
- 아시카가 시립 아타고다이 중학교
- 군마 현립 다타라누마 공원
- 군마 현 다테바야시 미술관
- 조각의 오솔길
- 다테바야시 시립 제8초등학교
- 다테바야시 시립 다타라 중학교

## 인접역
| 도부 철도 이세사키 선      | 도부 철도 이세사키 선          | 도부 철도 이세사키 선      |
| -------------------------- | ------------------------------ | -------------------------- |
| TI 10 다테바야시 구키 방면 | ■ 구간 급행 ■ 구간 준급 ■ 보통 | 아가타 TI 12 이세사키 방면 |